# Mirji
Mirji ist ein Dorf im Distrikt Bagalkot in Karnataka in Indien. Es liegt im Hochland von Dekkan 20 Kilometer westlich von Mudhol, dem Hauptort des gleichnamigen Taluks, und 80 Kilometer nordwestlich des zuständigen Verwaltungssitzes Bagalkot. Nördlich von Mirji verläuft der Fluss Ghataprabha, ein Nebenfluss des Krishna.
Laut der Volkszählung von 2011 beträgt die Gesamtfläche des Ortes 996,13 Hektar bei 2490 Einwohnern, die sich auf 454 Haushalte verteilen.